# 刘传 (陶塑艺术家)
刘传（1916年—2000年），原名刘永传，男，祖籍广东顺德，生于佛山，中国陶塑艺术家，曾任中国美术家协会理事。